# Benoît Salmon
Benoît Salmon (nascido em 9 de maio de 1974, em Dinan) é um ex-ciclista de estrada profissional francês. Tornou-se profissional no ano de 1995.